# (2507) Bobone
(2507) Bobone es un asteroide perteneciente al cinturón de asteroides, descubierto el 18 de noviembre de 1976 por el equipo del Observatorio Félix Aguilar desde el Complejo Astronómico El Leoncito, San Juan, Argentina.

## Designación y nombre
Designado provisionalmente como 1976 WB1. Fue nombrado Bobone en honor al astrónomo argentino Jorge Bobone.